# 500 Fifth Avenue
500 Fifth Avenue es un edificio de 60 pisos y 212,4 m de oficinas en la esquina noroeste de la Quinta Avenida y la Calle 42 en Midtown Manhattan, Ciudad de Nueva York. El edificio fue diseñado por Shreve, Lamb & Harmon en estilo art déco y construido entre 1929 y 1931.
500 Fifth Avenue fue diseñado con una fachada de bronce, piedra caliza y terracota en la base; está revestido de ladrillo sobre el cuarto piso. Mientras que los cuatro pisos más bajos contienen un exterior decorativo, se usa poca ornamentación sobre la base. La entrada principal está en la Quinta Avenida y los escaparates se encuentran a nivel del suelo. Tras su inauguración, el edificio contenía características de diseño que incluían ascensores rápidos, unidades de oficina bien iluminadas y un plano de planta que maximizaba el espacio de oficina bien iluminado. La Ley de Zonificación de 1916 dio como resultado una estructura que incorporó contratiempos, lo que resultó en que los pisos inferiores fueran más grandes que los pisos superiores.
500 Fifth Avenue fue construido para el empresario Walter J. Salmon Sr. En la década de 1920, antes del desarrollo del edificio, el terreno subyacente se había vuelto extremadamente valioso. De manera similar al Empire State Building nueve cuadras al sur, que se estaba construyendo simultáneamente, la construcción de 500 Fifth Avenue fue altamente coordinada. 500 Fifth Avenue abrió sus puertas en marzo de 1931, pero fue pasado por alto por el Empire State Building, mucho más grande. El edificio fue designado un hito oficial de la ciudad por la Comisión de Preservación de Monumentos de la Ciudad de Nueva York en 2010.

## Sitio
500 Fifth Avenue ocupa la esquina noroeste de la Quinta Avenida y la Calle 42 en el vecindario Midtown Manhattan de la ciudad de Nueva York. Está adyacente al Manufacturers Trust Company Building al norte y al edificio Salmon Tower al oeste, mientras que Bryant Park y la sucursal principal de la Biblioteca Pública de Nueva York se encuentran al otro lado de la calle 42 hacia el sur. 500 Fifth Avenue ocupa un terreno con un frente de 30 m largo de la Quinta Avenida hacia el este y 86 m largo de la calle 42 hacia el sur. Tiene un área total de lote de 2 m².
Las mansiones y otras residencias se construyeron en la Quinta Avenida a fines del siglo XIX, y los edificios comerciales y de oficinas se estaban desarrollando en la avenida a principios del siglo XX. En 1923, la Guía del viajero de la ciudad de Nueva York se refería a los bloques de la calle East 42 entre las avenidas Park y Quinta como "Little Wall Street ". El Real Estate Record & Guide calificó el área como "el sitio de construcción más valioso en la isla de Manhattan al norte de Wall Street".

## Diseño

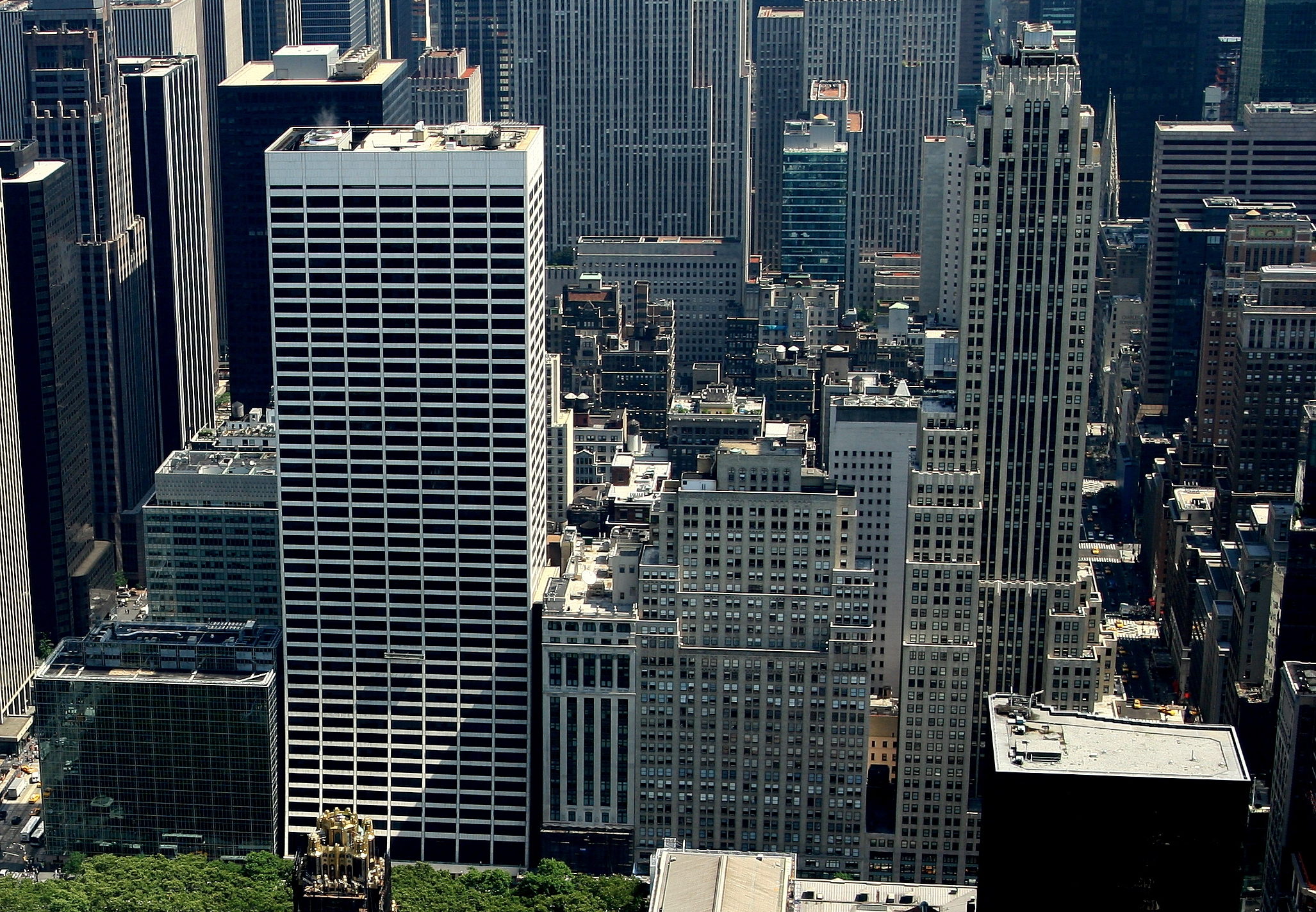
De izquierda a derecha: antigua sede de HBO, WR Grace Building, Aeolian Hall (alberga la Facultad de Optometría de la Universidad Estatal de Nueva York), Salmon Tower Building y 500 Fifth Avenue (imagen anotada en Wikimedia Commons)

Shreve, Lamb & Harmon diseñaron el edificio en estilo art déco. William F. Lamb, un asociado principal de la firma, calificó a 500 Fifth Avenue como "una expresión completamente franca de los requisitos de un edificio de oficinas actualizado".

### Forma
Debido a las limitaciones en la forma del edificio impuestas por la Ley de Zonificación de 1916, el edificio contiene retrocesos que hacen que los pisos inferiores sean más grandes que los pisos superiores. Se utilizaron diferentes diseños en la Quinta Avenida y en la Calle 42 debido a los diferentes requisitos de zonificación en cada lado. 500 Fifth incluye numerosos reveses en cada lado, que son complejos y asimétricos. El primer revés en la calle 42 es en un piso más alto que el primer revés en la Quinta Avenida. Es decir, los contratiempos del lado de la Quinta Avenida están ubicados en los pisos 18, 22 y 25, mientras que los contratiempos del lado de la calle 42 están en los pisos 23, 28 y 34. La AIA Guide to New York City caracterizó la forma como "un pivote fálico". 
En el momento de la finalización de 500 Fifth Avenue en 1931, las alturas de los rascacielos en la ciudad de Nueva York estaban limitadas por la viabilidad económica percibida de los pisos superiores. Para el lote que ocupaba 500 Fifth Avenue, se consideró que esta altura máxima era de 59 pisos, incluido un penthouse, o aproximadamente 212 m.

### Fachada
La entrada principal del edificio está en la Quinta Avenida a unos 21 m norte de la calle 42. Los escaparates están ubicados a nivel del suelo en las elevaciones este y sur. Como resultado de la creación de un distrito de zonificación especial de la Quinta Avenida en 1929, los nuevos edificios en la avenida dentro de Midtown tuvieron que incluir tiendas en sus dos primeros pisos. En la entrada principal había un relieve alegórico que representaba la construcción del edificio, que estaba hecha de piedra caliza y tallada por Edward Amateis. La ornamentación que representa un par de águilas talladas se encuentra en la fachada de la calle 42.
aLamb citó varios factores en el "tratamiento arquitectónico moderno" de 500 Fifth, incluida la ornamentación y el uso de materiales. En la fachada de la base se utilizaron bronce, piedra caliza y terracota, mientras que por encima del cuarto piso, el exterior estaba hecho principalmente de ladrillo. Los pisos del segundo al cuarto contenían pilares de piedra caliza decorados, así como enjutas de color verde claro adornadas con galones y pliegues. La torre sobre el cuarto piso constaba de enjutas de ladrillo empotradas con paneles de terracota negro, que proporcionaban "acentos verticales" al edificio. La idea de las enjutas de terracota y ladrillo de la torre probablemente se tomó del Daily News Building, donde se utilizó un diseño similar en enjuta. Se utiliza poca ornamentación sobre la base, a excepción de los paneles de terracota con chevrones a lo largo de la fachada de la torre. La fachada norte es una pared de ladrillos en gran parte ininterrumpida con tres franjas verticales de terracota negra. En total, el edificio utiliza más de 3,3 millones de ladrillos.

### Características
Las características de diseño de 500 Fifth incluían ascensores "rápidos y eficientes", unidades de oficina bien iluminadas y un plano de planta que maximizaba el espacio de oficina bien iluminado. Como el Empire State Building exactamente contemporáneo, el 500 Fifth fue diseñado de arriba hacia abajo; primero se planificaron los planos de los pisos superiores, seguidos de los planos de los pisos inferiores y la base del edificio. La entrada principal conduce a un vestíbulo exterior, cuyo diseño se modificó ampliamente después de la finalización de 550 Fifth Avenue, y un vestíbulo interior, que está revestido con mármol veteado de oro y gris. Los dos pisos más bajos se diseñaron con escaparates, alejados de las ventanas de vidrio plano de altura completa a ambos lados. También había un 1579 m² espacio bancario en el segundo piso, con espacio para un ascensor privado y escalera de la Quinta Avenida, así como un sub-sótano para una bóveda bancaria y área de almacenamiento.
Las oficinas por encima del sexto piso se diseñaron para que cada unidad tuviera un máximo de 9 m lejos de una ventana u otra fuente de luz natural. El área de cada piso puede estar entre 200 a 1672 m². Los tamaños de las oficinas iban desde las unidades más pequeñas de 3 m ancho a las unidades más grandes que cubren todo el piso; en promedio, había 21 unidades en cada piso dentro de la base y 9 unidades en cada piso dentro de la sección de la torre. Según el Departamento de Planificación Urbana de la ciudad de Nueva York, 500 Fifth Avenue tiene una superficie bruta de 61 230 m².

## Historia

### Adquisición de tierras
Desde la década de 1890 hasta la de 1910, el empresario Walter J. Salmon compró o arrendó varios edificios a lo largo del lado norte de West 42nd Street. Sus primeras adquisiciones fueron 19 y 21 West 42nd en 1899 y 1901, respectivamente. En 1903, firmó un contrato de arrendamiento por 20 años para el lote en la esquina noroeste de la Quinta Avenida y la calle 42, que estaba ocupado por el Hotel Bristol, una estructura de ocho pisos construida en 1875. Los términos del contrato de arrendamiento permitieron a Salmon convertir el hotel en un uso comercial y de oficinas. En 1905, alquiló las casas adosadas de piedra rojiza en 11-17 West 42nd Street y el edificio de seis pisos en 27-29 West 42nd Street, y al año siguiente, adquirió las propiedades en 23-25 West 42nd.. Cuando Salmon arrendó los edificios restantes entre 3–9 West 42nd Street en 1915, controlaba 262 m largo del lado norte de la calle entre la Quinta Avenida y 29 West 42nd. Sus parcelas totalizaban 4729 m², que se consideró como el "tamaño mínimo necesario para una reurbanización rentable".
La compañía de Salmon, Midpoint Realty Company, llegó a un acuerdo con los propietarios del sitio, Gerry Estates Inc., para la remodelación del lote de la esquina en enero de 1922. Salmon firmó un contrato de arrendamiento a largo plazo tanto para el edificio Bristol como para los edificios de 3–9 West 42nd Street. En 1927, Salmon arrendó una residencia de cuatro pisos en 508 Fifth Avenue para su desarrollo de lote en esquina. Los lotes adyacentes en 11-27 West 42nd se convertirían en el Edificio Salmon Tower, que se completó en 1928. Sin embargo, el desarrollo del sitio de la esquina se retrasó debido a una disputa legal entre Salmon y el comerciante de lana Morton Meinhard, quien debía proporcionar la mitad del dinero para el desarrollo del sitio, pero no tuvo voz en el contrato de arrendamiento de 1922. La División de Apelaciones de la Corte Suprema de Nueva York dictaminó en junio de 1929 que Meinhard tenía derecho a la mitad de la participación en el sitio.

### Planificación y construcción
En julio de 1929, Salmon anunció sus planes para el lote de la esquina, un edificio de 58 pisos en 500 Fifth Avenue, que mide 30 m largo de la Quinta Avenida y 63 m largo de la calle 42. Se calculó que el rascacielos costaba 2.35 millones de dólares (NaN) y se completará a fines de 1930. The Real Estate Record escribió que "parecía el momento propicio para una mejora en esta esquina". El lote fue considerado el segundo lote sin desarrollar más valioso de Manhattan, detrás del 1 de Wall Street. Para financiar la construcción, el desarrollador emitió 7 millones de dólares en bonos, equivalentes a 83 399 000 dólares en 2019.
Shreve, Lamb & Harmon fueron seleccionados para diseñar el nuevo edificio. Debido a que las ordenanzas de zonificación permitían edificios más altos a lo largo de la calle 42 que la Quinta Avenida, Salmon fusionó los lotes de zonificación 500 y 508 de la Quinta Avenida, lo que le permitió construir un edificio más alto de lo que normalmente se permitía. Esto también requirió un diseño separado para el lado de la Quinta Avenida del edificio. Unos 42 000 a 46 000 m² de espacio de oficina rentable, así como espacio para banca en el segundo y tercer piso, y comercio minorista en el primer piso. Los planes requerían numerosas características arquitectónicas, incluidos contratiempos y "canchas de luz". El Departamento de Edificios de la ciudad de Nueva York recibió planos para 500 Fifth Avenue en octubre de 1929. Al mes siguiente, los inquilinos del edificio Bristol fueron desalojados, y en diciembre de El edificio de Bristol fue demolido. El sitio se limpió en enero de 1930 y la excavación de los cimientos comenzó el mes siguiente.

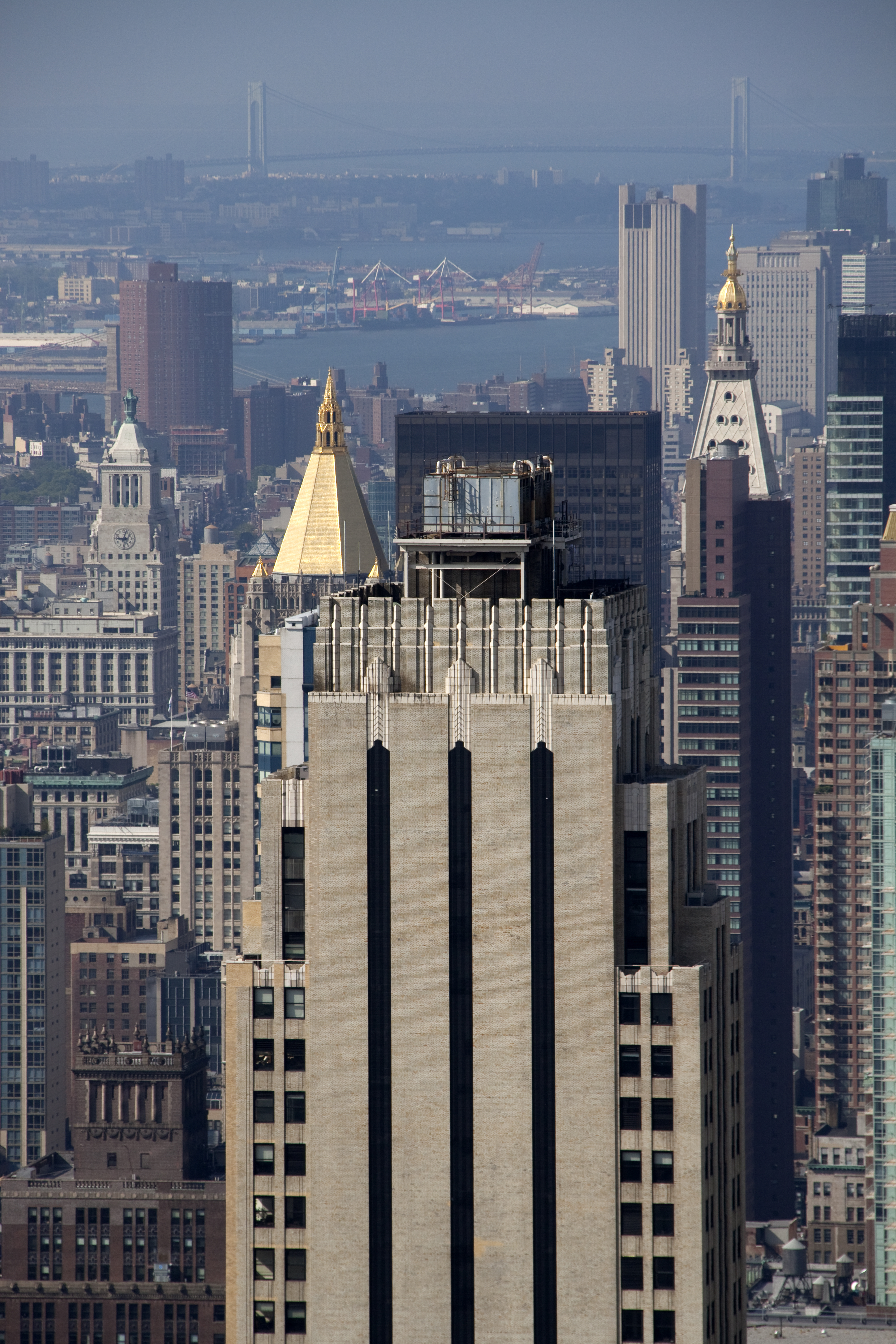
Parte de la torre del edificio, que muestra los paneles de terracota negro en las enjutas

Al igual que el Empire State Building nueve cuadras al sur, que Shreve, Lamb & Harmon estaban construyendo simultáneamente, cada componente estructural en 500 Fifth Avenue se planeó con anticipación. Según el arquitecto Richmond Shreve, asociado principal de la empresa, la construcción de la primera "requirió proezas de organización en algunos aspectos nunca antes intentados". contratista general Charles T. Wills Inc. y el contratista de acero McClintic-Marshall Co. construyeron 500 Fifth Avenue. rematado por ese julio. El edificio se convirtió así en el rascacielos más alto de la Quinta Avenida durante menos de un mes, ya que el Empire State Building lo superó posteriormente. La instalación de la mampostería comenzó en abril de 1930, al mismo tiempo que la construcción de la estructura de acero, y se completó en ese mes de septiembre. A finales de año, el edificio estaba prácticamente terminado. El proceso de construcción empleó hasta 2200 trabajadores y finalmente costó 4 millones de dólares, equivalentes a 55 millones de 2019.

### Uso
500 Fifth Avenue se inauguró oficialmente el 3 de marzo de 1931. John Tauranac, en su libro The Empire State Building: The Making of a Landmark, escribió que una vez finalizado 500 Fifth, "The Building Record and Guide llamaba a la calle Cuarenta y dos y la Quinta Avenida 'la esquina más conocida del mundo'". En sus primeros años, 500 Fifth Avenue se pasó por alto en gran medida en la comunidad inmobiliaria, ya que se prestó más atención al Empire State Building, el edificio más alto del mundo en ese momento. Además, la actividad de alquiler de oficinas se vio afectada por el desplome de Wall Street de 1929. A pesar de la especulación de otros desarrolladores de que Salmon construiría una residencia de tres pisos en el techo, Salmon dijo que la esquina era "solo un poco prominente para la vida hogareña real".
Salmon había dicho en diciembre de 1930 que, aunque preveía que podría llevar mucho tiempo llenar el espacio en el 500 de la Quinta Avenida, "la empresa se emprendió con la mayor fe en el futuro de la expansión y el desarrollo del centro de la ciudad". Los pisos 15, 16 y 20 se alquilaron por completo en mayo de 1931. actividad de alquiler continuó y, a finales de año, los arrendatarios incluían Electrolux, Western Universities Club, y varios ferrocarriles. compañías. Otros inquilinos a mediados de la década de 1930 incluyeron los consulados de Austria y Japón; el consulado de Austria cerró en 1938, cuando el país fue tomado por la Alemania nazi, y el consulado de Japón se trasladó al año siguiente al International Building en el Rockefeller Center. 500 Fifth Avenue fue el sitio de transmisión original de la estación de FM de la ciudad de Nueva York de CBS Radio (W67NY, más tarde llamada WCBS-FM) en 1941.
La Mutual Insurance Company arrendó los lotes adyacentes en 508-514 Fifth Avenue a Manufacturers Hanover Corporation (entonces conocida como Manufacturers Trust Company) en 1944. Debido a que el contrato de arrendamiento existente de Salmon de 508 Fifth Avenue se extendió hasta 1965, Manufacturers Trust subarrendó el lote en 508 Fifth Avenue de Salmon. Los términos del subarrendamiento especificaban que la parte de cualquier estructura en 508 Fifth Avenue no podía tener más de 19 m altura u obstruir el rascacielos adyacente de cualquier otra forma. El Manufacturers Trust Company Building en 508-514 Fifth Avenue se completó en 1954, y finalmente contenía cuatro pisos y un ático. El ático de Manufacturers Trust se alejó de la línea del lote en 508 Fifth Avenue porque se elevó por encima de la altura máxima permitida en el contrato de subarrendamiento.
El terreno debajo del 500 de la Quinta Avenida se poseía por separado del edificio en sí y, en 1955, el terreno se vendió a Metropolitan Life Insurance, ahora conocido como MetLife. El Laboratorio de Lectura de Nueva York, una sala de lectura en el sótano, funcionó durante esa década. En 1980, un banco yugoslavo en el piso 30 fue bombardeado, y los nacionalistas croatas reclamaron la responsabilidad, aunque nadie resultó herido y la estructura sufrió daños mínimos. La fachada fue restaurada en la década de 1990 y el edificio era propiedad de un grupo inversor mexicano en 2004. Durante el siglo XXI, 500 Fifth Avenue siguió utilizándose como edificio de oficinas.